# Tratado de Mangalor
O Tratado de Mangalor (Mangalore) foi um tratado de paz assinado entre o Reino de Maiçor (ou Mysore), através de seu governante Fateh Ali Tipu, e a Companhia Britânica das Índias Orientais em 11 de março de 1784. Como o nome diz, esse tratado foi assinado em Mangalor e foi responsável por colocar um fim na Segunda Guerra Anglo-Maiçor.

## Antecedentes
A Segunda Guerra Anglo-Mysore eclodiu por várias razões, sendo a principal delas que Hyder Ali considerou que os britânicos violaram do tratado de abril de 1769, uma vez que não forneceram ajuda na guerra defensiva de Mysore com os Marathas. A guerra com os britânicos eclodiu em 1780 quando Hyder liderou 80 000-90 000 homens na região de Carnatic queimando e destruindo grande parte do campo ao redor das fortalezas britânicas de Vellore e Madras.
Os britânicos enviaram um exército de cerca de 5 000 homens para levantar o cerco de Arcot por Hyder, que retaliou com uma força oposta de cerca de 10 000 homens sob o comando de Tipu Sultan, seu filho. Tipu liderou sua força para uma vitória esmagadora sobre os britânicos em Pollilur. Os britânicos perderam cerca de 4 000 homens durante esta batalha, que foi a pior derrota da Companhia Britânica das Índias Orientais até hoje na Índia. Hyder continuou seu cerco e Tipu continuou a ameaçar os britânicos na região de Carnatic.
Tipu obteve outra vitória contra a Companhia em 1782 quando derrotou o Coronel Braithwaite em Tanjore. Toda a força de cerca de 2 000 homens e cerca de 10 peças de campo foram mortas ou capturadas. No final de 1781, os britânicos começaram seu contra-ataque. Em rápida sucessão, os britânicos venceram as batalhas de Porto Novo, 2º Pollilur, Sholinghur e o cerco de Negapatam. Em 1782 Hyder morreu repentinamente e Tipu tornou-se rei. Em 1783, os britânicos tomaram a cidade de Coimbatore e, em janeiro de 1784, Tipu retomou Mangalore dos britânicos. Sem nenhum dos lados em condições de vencer, a guerra terminou em impasse e foi concluída com o Tratado de Mangalore.

## Consequências
A grande vantagem do tratado para Tipu foi o impacto psicológico do próprio tratado sobre os britânicos. O comissário da Companhia Britânica das Índias Orientais em Madras teve que ir a Mangalor, uma recente reconquista de Tipu, na costa oposta da Índia, para assinar o tratado. A humilhação do Tratado (juntamente com a recente perda das Treze Colônias, na América) fez os britânicos determinados a derrotar Tipu.
O Tratado de Mangalor na Grã-Bretanha foi visto por muitos como o começo do fim da Companhia Britânica das Índias Orientais. Como resultado, os preços das ações da Companhia despencaram e a Companhia Britânica das Índias Orientais começou a falir. Isso foi de grande preocupação para o governo britânico, já que seu comércio representava um sexto da renda nacional britânica. Foi decidido resolver os problemas através do que hoje é chamado de Pitt's India Act. Este ato resolveu os problemas de corrupção e deu poderes ao Governador-Geral para agir no interesse do Rei e do País para impedir que um problema como o Tratado de Mangalor acontecesse novamente.

## Texto
TRATADO Ilustre a Companhia Inglesa das Índias Orientais e o Nawab Tipu Sultan Bahadur, em seu próprio nome; para os países de Seringapatam Hyder Nagur etc. e todas as suas outras posses estabelecidas por Anthony Sadlier, George Leonard Staunton e John Hudleston Esquires, em nome da Honorável Companhia Inglesa das Índias Orientais para todas as suas posses, e para o Carnatic Payen Ghaut, em virtude de poderes delegados ao Ilustre o Presidente e Comitê Seleto de Fort St. George para esse fim, pelo Ilustre o Governador Geral e Conselho nomeado pelo Rei e Parlamento da Grã-Bretanha, para dirigir e controlar todos os assuntos políticos do Ilustre Inglês Companhia das Índias Orientais na Índia, pelo referido Nawab de acordo com os seguintes Artigos, que devem ser estrita e invariavelmente observados enquanto o Sol e
Artigo 1º.-A paz e a amizade devem ocorrer imediatamente entre a referida Companhia o NawabNawab Tippoo Sultan Bahadur e seus amigos, e aliados, incluindo particularmente os Rajahs de Tanjore e Travencore, que são amigos e aliados dos ingleses e dos Carnatic Payen Ghaut, também amigos e aliados de Tippoo Sultan, o Biby de Cananore, e os Rajahs ou Zemindars da costa de Malabar, estão incluídos neste tratado, os ingleses não ajudarão direta ou indiretamente os inimigos do Nawab Tippoo Sultan Bahadur nem farão guerra contra seus amigos ou aliados, e o Nabob Tippoo Sultan Bahadur não ajudará direta ou indiretamente os inimigos, nem fará guerra contra os amigos ou aliados dos ingleses.
Artigo 2º.- Imediatamente após a assinatura e selagem do Tratado pelo Nabob Tippoo Sultan Bahadur e os três comissários ingleses, o referido Nabab enviará ordens para a evacuação completa do Carnatic, e a restauração de todos os fortes e lugares nele, agora possuído por suas tropas, exceto os fortes de Amboorgur e Satgur; & tal evacuação e restauração será efetiva e efetivamente feita no espaço de trinta dias a partir do dia da assinatura do tratado, e o referido Nabob também deverá, imediatamente após a assinatura do tratado, enviar ordens para a libertação de todas as pessoas que foram capturadas e presas. prisioneiros no final da guerra, e agora vivos, sejam europeus ou nativos, e para serem conduzidos com segurança e entregues em tais fortes ou assentamentos ingleses, conforme forem mais próximos dos lugares onde eles estão agora, para que a referida libertação e entrega dos prisioneiros seja efetiva e efetivamente feita em trinta dias a partir do dia da assinatura do Tratado; o Nabob fará com que sejam supridos com provisões e meios de transporte para a viagem, cuja despesa será paga a ele pela companhia. Os comissários enviarão um oficial ou oficiais para acompanhar os prisioneiros aos diferentes locais onde serão entregues, em particular Abdul Wahab Cawn, levado em Chittoor, e sua família será imediatamente libertada, e se desejar retornar ao Carnatic será permitido fazê-lo. Se qualquer pessoa ou pessoas pertencentes ao referido Nabob, e tomadas pela Companhia no final da guerra, estiverem agora vivas e presas em Bencoolen, ou outros territórios da Companhia, tal pessoa ou pessoas serão imediatamente libertadas, e se estiver disposto a retornar, será enviado sem demora para o forte ou povoado mais próximo no país de Mysore. Baswapa, falecido Amuldar de Palicacherry, será solto e terá a liberdade de partir.
Artigo 3º.- Imediatamente após a assinatura e selagem do tratado, os Comissários Ingleses darão ordens escritas para a entrega de Onore, Carwar e Sadasewgude, e fortes ou lugares adjacentes a eles, e enviarão um navio ou navios para trazer as Guarnições. O Nabob Tippoo Sultan Bahadur fará com que as tropas nesses lugares sejam supridas com provisões e qualquer outra assistência necessária para sua viagem a Bombaim (eles pagam por isso). Os Comissários também darão ordens por escrito para a entrega imediata dos fortes e distritos de Caroor, Avaracourchy e Daraporam; e imediatamente após a libertação e entrega dos prisioneiros, como mencionado anteriormente, o forte e distrito de Dindigul serão evacuados e devolvidos ao Nabob Tippoo Sultan Bahadur,
Artigo 4º.-- Assim que todos os prisioneiros forem libertados e entregues, o forte e distrito de Cananore será evacuado e devolvido a Ali Rajah Biby, a rainha daquele país, na presença de qualquer pessoa, sem tropas, que o Nabob Tippoo Sultan Bahadur pode nomear para o efeito, e ao mesmo tempo que as ordens são dadas, para a evacuação e entrega dos fortes de Cananore e Dindigull, o referido Nabob deve dar ordens escritas para a evacuação e entrega de Amboorgur e Satgur para os ingleses, e enquanto isso nenhuma das tropas do referido Nabob será deixada em qualquer parte do Carnatic, exceto nos dois fortes acima mencionados.
Artigo 5º.-Após a conclusão deste tratado, o Nabob Tippoo Sultan Bahadur não fará nenhuma reivindicação no futuro sobre o Carnatic.
Artigo 6º.-Todas as pessoas que foram levadas e levadas do Carnatic Payen Ghaut (que inclui Tanjore) pelo falecido Nabob Hyder Ali Cawn Bahadur, que está no céu, ou pelo Nabob Tippoo Sultan Bahadur, ou de outra forma pertencentes ao Carnatic, e agora nos domínios do Nabob Tippoo Sultan Bahadur, e dispostos a retornar, serão imediatamente autorizados a retornar com suas famílias e filhos, ou assim que for conveniente para eles, e todas as pessoas pertencentes ao Vencatagerry Rajah , que foram feitos prisioneiros ao retornar do forte de Vellour, para onde foram enviados com provisões, também serão libertados e autorizados a retornar imediatamente.As listas das principais pessoas pertencentes ao Nabob Mahomed Ali Cawn Bahadur e ao Rajah de Vencatagherry serão entregues aos ministros do Nabab Tippoo Sultan, e o Nabab fará com que o conteúdo deste artigo seja notificado publicamente em todo o seu país.
Artigo 7º.- Sendo este o período feliz de paz geral e reconciliação, o Nabob Tippoo Sultan Bahadur como testemunho e prova de sua amizade com os ingleses, concorda que os rajás ou zemindars nesta costa, que favoreceram os ingleses no guerra tardia não deve ser molestado por causa disso.
Artigo 8º.-O Nabob Tippoo Sultan Bahadur renova e confirma todos os privilégios e imunidades comerciais concedidos aos ingleses pelo falecido Nabob Hyder Ali Cawn Bahadur, que está no céu, e particularmente estipulados e especificados no tratado entre a empresa, e o referido Nabob concluiu 8 de agosto de 1770.
Artigo 9º.-O Nabob Tippoo Sultan Bahadur restaurará a fábrica e os privilégios possuídos pelos ingleses em Callicut até o ano de 1779 (ou 1193 Heggra) e restaurará o Monte Dilly e seu distrito, pertencente ao assentamento de Tellicherry e possuído pelo Inglês, até ser tomado por Sadar Cawn, no início da última guerra.
Artigo 10º.-Este tratado será assinado e selado pelos Comissários Ingleses e uma cópia dele será posteriormente assinada e selada pelo Presidente e Comitê Seleto de Fort St. George, e devolvida ao Nabob Tippoo Sultan Bahadur, em um mês, ou antes, se possível, e o mesmo será reconhecido sob as mãos e selos do Governador Geral e Conselho de Bengala, e do Governador e Comitê Seleto de Bombaim, como obrigatório para todos os Governos da Índia, e cópias do tratado, assim reconhecido, será enviado ao referido Nabob em três meses, ou antes, se possível.
Em testemunho do que, as referidas partes contratantes assinaram, selaram e entregaram alternadamente dois instrumentos do mesmo teor e data, a saber, os referidos três Comissários em nome da Honorável Companhia Inglesa das Índias Orientais, e do Carnatic Payen Ghaut, e o disse Nabob Tippoo Sultan Bahadur em seu próprio nome, e os domínios de Seringapatam e Hyder Nagur & ca. Assim executado em Mangalore (também chamado de Cordial Bunder) neste 11º dia de março e ano 1784, da Era Cristã e 16º dia da Lua Rabillasany no ano do Heggra 1198.
Assinatura de TIPPOO SULTAN.
(Uma Cópia Verdadeira.)
WC JACKSON, Secretário da Embaixada.
Assinado:
SANTHONY SADLIER.
GEORGE LEONARD STAUNTON.

JOÃO HUDLESTON.